# Ophiobolus trichisporus
Ophiobolus trichisporus är en svampart som beskrevs av Ellis & Everh. 1890. Ophiobolus trichisporus ingår i släktet Ophiobolus och familjen Leptosphaeriaceae.   Inga underarter finns listade i Catalogue of Life.